# Albert Arnz
Albert Arnz, né le 24 janvier 1832 et mort le 9 septembre 1914, est un peintre paysagiste allemand de l'école de Düsseldorf.

## Biographie
Albert Arnz est le fils de Maria Catharina Carolina et de Heinrich Arnz (de) (1785-1854), un libraire et imprimeur bien connu (il possède Arnz & Comp. (de)). Il étudie la peinture de 1854 à 1860 à l'Académie des beaux-arts de Düsseldorf, où deux de ses professeurs sont Andreas et Oswald Achenbach. Ce dernier  épouse la sœur d'Albert Arnz, Julie (née en 1827), et c'est avec lui qu'il  voyage en Italie à plusieurs reprises. Un autre beau-frère, le mari de sa sœur Marie Anna Fernandine (née en 1829), est le peintre Albert Flamm. Un autre beau-frère, époux de la sœur aînée d'Albert Arnz, Marie (née en 1825), est le peintre historique Joseph Fay. Le frère d'Albert Arnz, August (né en 1813) est le directeur de l'Arnz & Comp. à Leyde jusqu'à sa mort en 1846; son frère Carl (né en 1821) est également régisseur pour l'entreprise, tandis que son frère Otto (né en 1823) devient un peintre paysagiste comme Albert, mais plus orienté vers le réalisme. Enfin, Friedrich (né en 1826) épouse Antonetta Josepha, la sœur du portraitiste et peintre de genre de Düsseldorfer Philipp Schmitz (de) (1824-1887), en 1851. Le peintre Ludwig Fay (de), le meneur Benno von Achenbach et l'ingénieur naval Oswald Flamm (de) sont les neveux d'Albert Arnz.
Albert Arnz est membre de la société artistique Malkasten et participe à leurs tableaux vivants à partir de 1875. Il vit au 52 Schadowstraße, l'endroit où en 1900 est construite l'Ibach-Haus de style Jugendstil.

## Sélection d'œuvres

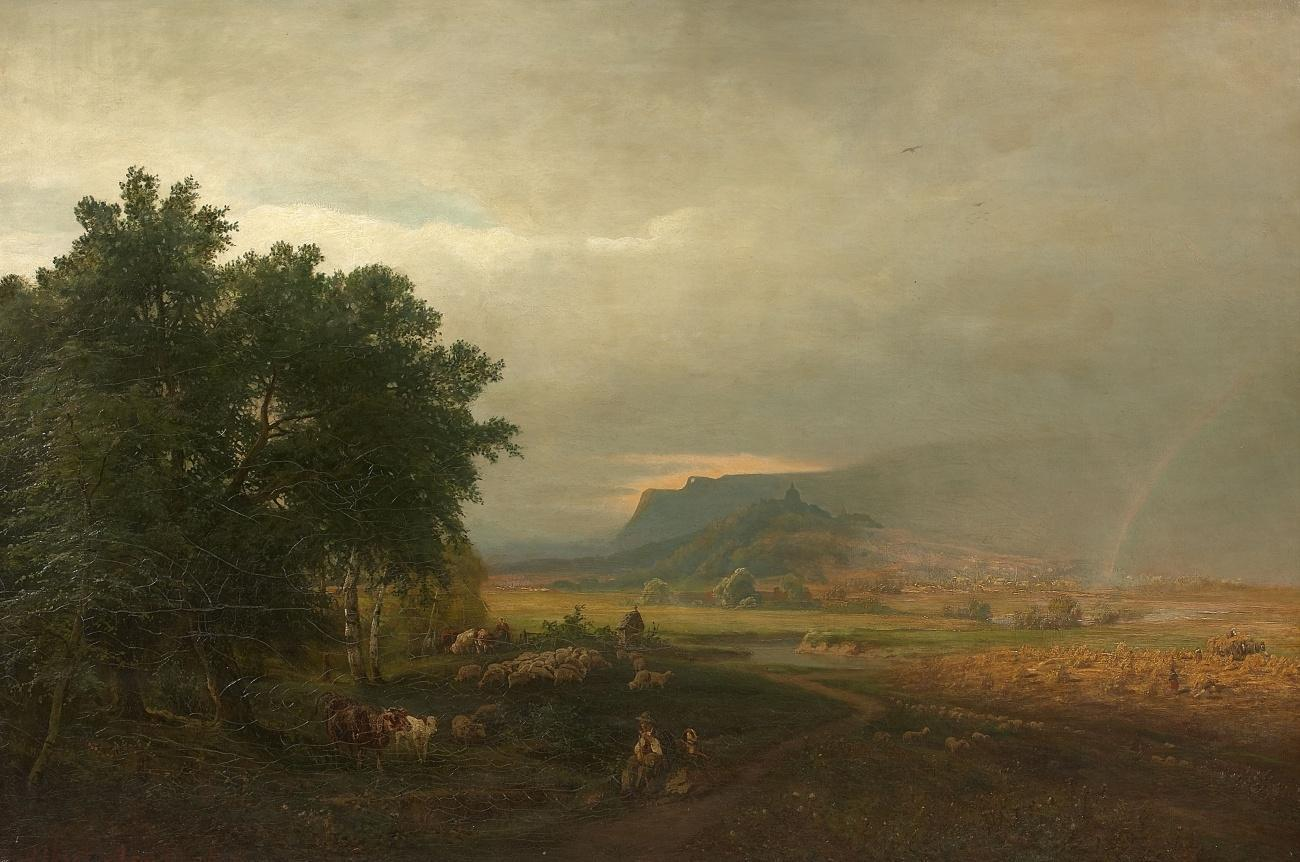
Blick auf die Burg Regenstein im Harz.

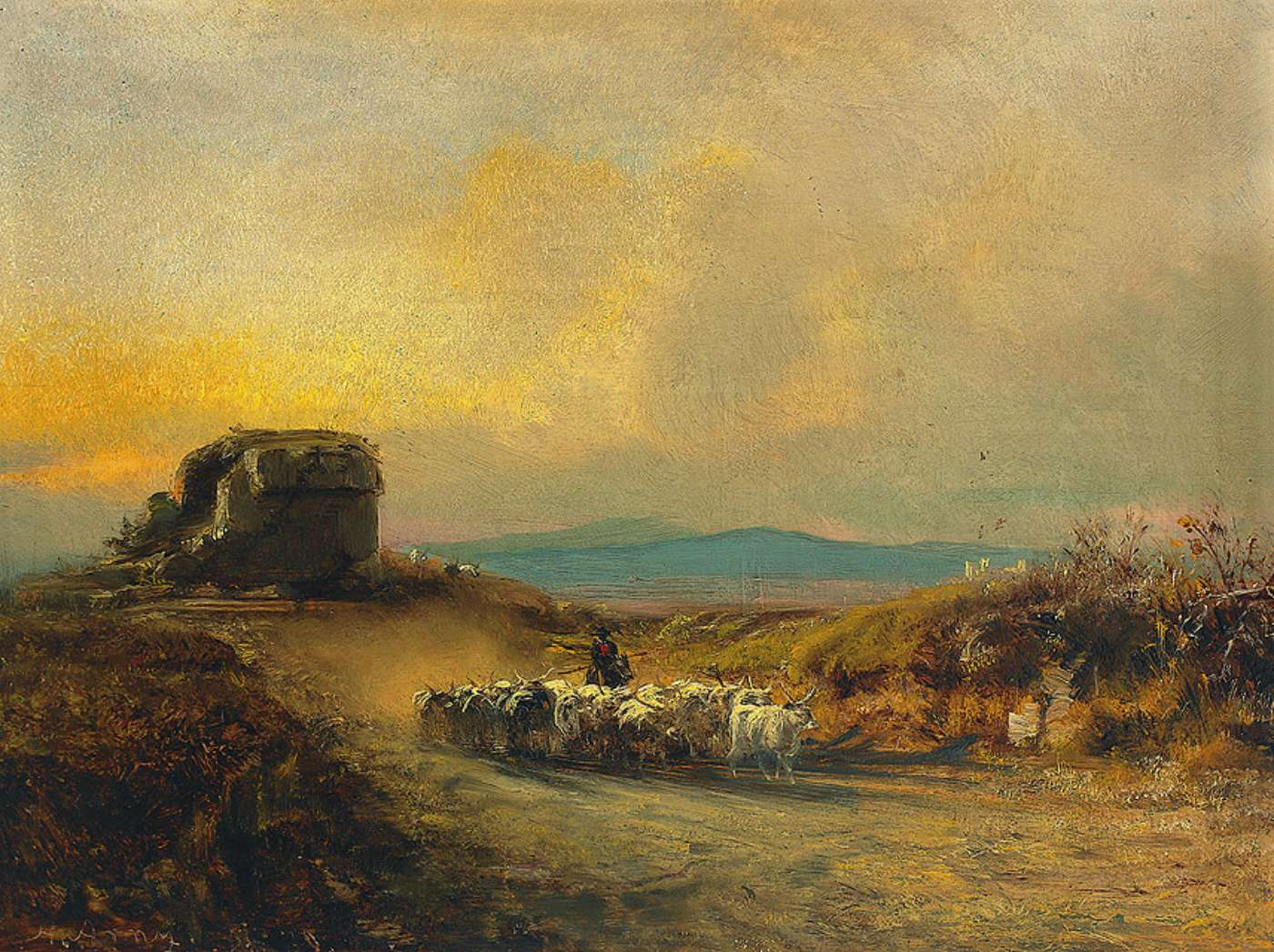
Heimkehrende Langhornrinder in der Campagna Romana, 1879.

Albert Arnz peint des paysages d'Allemagne, d'Italie et de Suisse. Ses peintures témoignent de son appartenance à l'école de Düsseldorf, et beaucoup montrent une parenté avec son professeur Oswald Achenbach, notamment dans leur traitement efficace de la lumière et de la couleur.
- Blick auf die Burg Regenstein im Harz
- Schweizer Landschaft
- Waldlandschaft mit Schafherde
- Ruinen des alten Rom, 1869
- Das Kolosseum
- Strand bei Neapel, 1871
- Heimkehrende Langhornrinder in der Campagna Romana (Abendstimmung), 1879
- Der Venustempel von Baiae am Golf von Neapel, 1897
- Engelsbrücke in Rom mit Engelsburg und Petersdom, 1902